# John Buttigieg
John Buttigieg, född 5 oktober 1963 i Sliema, är en maltesisk fotbollstränare och före detta spelare. Under den aktiva karriären spelade han främst för Sliema Wanderers och Floriana. Han gjorde även 97 landskamper för Maltas landslag.

## Spelarkarriär
John Buttigieg startade sin karriär i Sliema Wanderers där han blev uppflyttad till A-laget 1981. Under sin första säsong missade han bara två matcher när laget kom tvåa i Maltese Premier League. Klubben åkte ur Premier League året efter men blev uppflyttade direkt då man vann Division 1. Buttigiegs bästa säsong kom 1987/88 då han efter säsongen blev utsedd till årets spelare i Malta. Sliema vann året efter ligan men Buttigieg spelade bara en match innan han blev såld till Brentford i november 1988.
Under sin första säsong i England gjorde Buttigieg 18 matcher när klubben kom sjua i Division 3 samt nådde kvartsfinal i FA-cupen. Brentford bytte tränare och Buttigieg som redan fick snålt med speltid kom nu ännu längre från laget. I september 1990 lånade han ut till Swindon Town under en månad, där han totalt gjorde fyra matcher. 1991 blev han släppt av Brentford och återvände till Malta då han skrev på för Floriana.
I Floriana blev han lagkapten och klubben vann både ligan och cupen 1993. Säsongen 1993/94 kvalade Floriana till Champions League och då gjorde Buttigieg båda målen mot Ekranas som Floriana vann med totalt 2-0.
1999 skrev Buttigieg på för Valletta, där han under säsongen 2000/01 vann trippeln (ligan, cupen och supercupen). John Buttigieg avslutade karriären 2002 efter att inte ha blivit erbjuden ett nytt kontrakt.
John Buttigieg gjorde 97 landskamper för Maltas landslag och gjorde sitt enda mål för landslaget när man besegrade Azerbajdzjan med 3-0 i februari 2000.

## Tränarkarriär
I mars 2007 blev Buttigieg ny tränare för Birkirkara. Under sin första säsong som ansvarig ledde han laget till seger i cupen samt en 3:e plats i ligan. I juli 2009 ersatte Buttigieg Dušan Fitzel som tränare för Maltas landslag. Efter att enbart vunnit 2 av 21 matcher (båda vänskapsmatcher), så sparkades Buttigieg tillsammans med sin assisterande tränare Carmel Busuttil 25 oktober 2011.

## Meriter

### Som spelare
Sliema Wanderers
- Maltese Premier League: 1989
- Maltese First Division: 1984

Floriana
- Maltese Premier League: 1993
- Maltese FA Trophy: 1993, 1994
- Maltese Super Cup: 1993

Valletta
- Maltese Premier League: 2001
- Maltese FA Trophy: 2001
- Maltese Super Cup: 2000

### Som tränare
Birkirkara
- Maltese FA Trophy: 2008